# شکار (فیلم ۱۳۶۶)
شکار فیلمی به کارگردانی  و نویسندگی مجید جوانمرد محصول سال ۱۳۶۶ است. موسیقی این فیلم از ساخته‌های بابک بیات است.

## خلاصه داستان
احمد با یک کامیون حامل گوشت به سمت پایتخت در حرکت است. او عجله دارد تا قبل از زایمان همسرش محموله را تحویل بدهد و به زادگاهش بازگردد. در یکی از شهرهای بین راه توقف می‌کند و همان لحظه انفجاری در میدان شهر رخ می‌دهد و مجسمه‌ای که قرار بوده روز بعد پرده برداری شود منهدم می‌شود. احمد به سرعت از محل می‌گریزد. ( لازم به ذکر است که سکانس های مربوط به این قسمت از فیلم در منطقه ایوانکی استان سمنان فیلم برداری شده است ) مأموران امنیتی به او مظنون می‌شوند و پس از آزادی، در راه بازگشت با جوانی به نام مصطفی همراه می‌شود که به تازگی از زندان آزاد شده است. مأموران جاده را بسته‌اند. مصطفی که مشغول رانندگی است. کامیون را از میان آن‌ها عبور می‌دهد. مأموران به تعقیب کامیون می‌پردازند. مصطفی کشته می‌شود و احمد بر اثر تجربه‌ای که پشت سر گذاشته متحول می‌شود.

## بازیگران
- پرویز پرستویی
- خسرو شکیبایی
- عنایت‌الله بخشی
- علی آقاجانیان
- مهری ودادیان
- منیژه سلیمی
- نقی سیف‌جمالی
- نعمت‌الله گرجی
- ایرج زینعلی
- صفر کشکولی
- بهمن پسندی
- حسن روشن
- غلامعلی درتاج
- سروش اورمز
- ولی‌الله خیری
- علی پروبن
- عبادالله کریمی
- محرم بسیم
- محمد پورستار